# Стој (Илиноис)
Стој (енгл. Stoy) град је у америчкој савезној држави Илиноис.

## Демографија
По попису из 2010. године број становника је 104, што је 15 (-12,6%) становника мање него 2000. године.
| Група             | 2000.        | 2010.        |
| Белци             | 119 (100,0%) | 104 (100,0%) |
| Афроамериканци    | 0 (0,0%)     | 0 (0,0%)     |
| Азијати           | 0 (0,0%)     | 0 (0,0%)     |
| Хиспаноамериканци | 0 (0,0%)     | 0 (0,0%)     |
| Укупно            | 119          | 104          |